# إيليا باين
إيليا باين (بالإنجليزية: Elijah Paine) (و. 1757 – 1842 م) هو سياسي، وقاض، ومحام من الولايات المتحدة الأمريكية .
تولى منصب عضو مجلس الشيوخ الأمريكي .وهو عضو في الحزب الفيدرالي الأمريكي .

## التعليم
تعلم في جامعة هارفارد.